# Tricorynus bifoveatus
Tricorynus bifoveatus is een keversoort uit de familie klopkevers (Anobiidae). De wetenschappelijke naam van de soort is voor het eerst geldig gepubliceerd in 1965 door White.